# Hans Zoet
Hans Zoet (2 juni 1939 – Nederhorst den Berg, 13 december 2012) was een Nederlandse radiopresentator, maar soms was hij ook op de televisie te zien.

## Carrière
Zoet begon zijn carrière begin jaren zestig bij de VARA. Voor die omroep presenteerde hij op de radio onder meer de actualiteitenrubriek Dingen van de dag. Bij Kinderen voor Kinderen 12 was hij samen met regisseur Loek Marreck de initiatiefnemer van de videoclip van het nummer "Stipjes". Het kleurrijke tafereel werd gefilmd boven Hilversum. In 1988 vertrok hij naar de NOS, waar hij onder meer Met het Oog op Morgen en het klassiekemuziekprogramma Für Elise presenteerde.

### Ballonvaarder
Een grote liefhebberij van Zoet was de ballonvaart, waar hij in binnen- en buitenland regelmatig aan deelnam. Zoet was een van de eersten die van het Rode Plein in de Russische hoofdstad Moskou met een luchtballon opsteeg. Hij kreeg daarvoor in september 1991 officieel toestemming van het stadsbestuur van Moskou.
Zoet was ook de man achter de beroemde Vincent van Gogh-ballon (PH-GOG). Na zijn overlijden in 2012 werd het beheer van de bijzondere ballon overgenomen door Ynte Kuindersma samen met de partner van Zoet en een goede vriend.

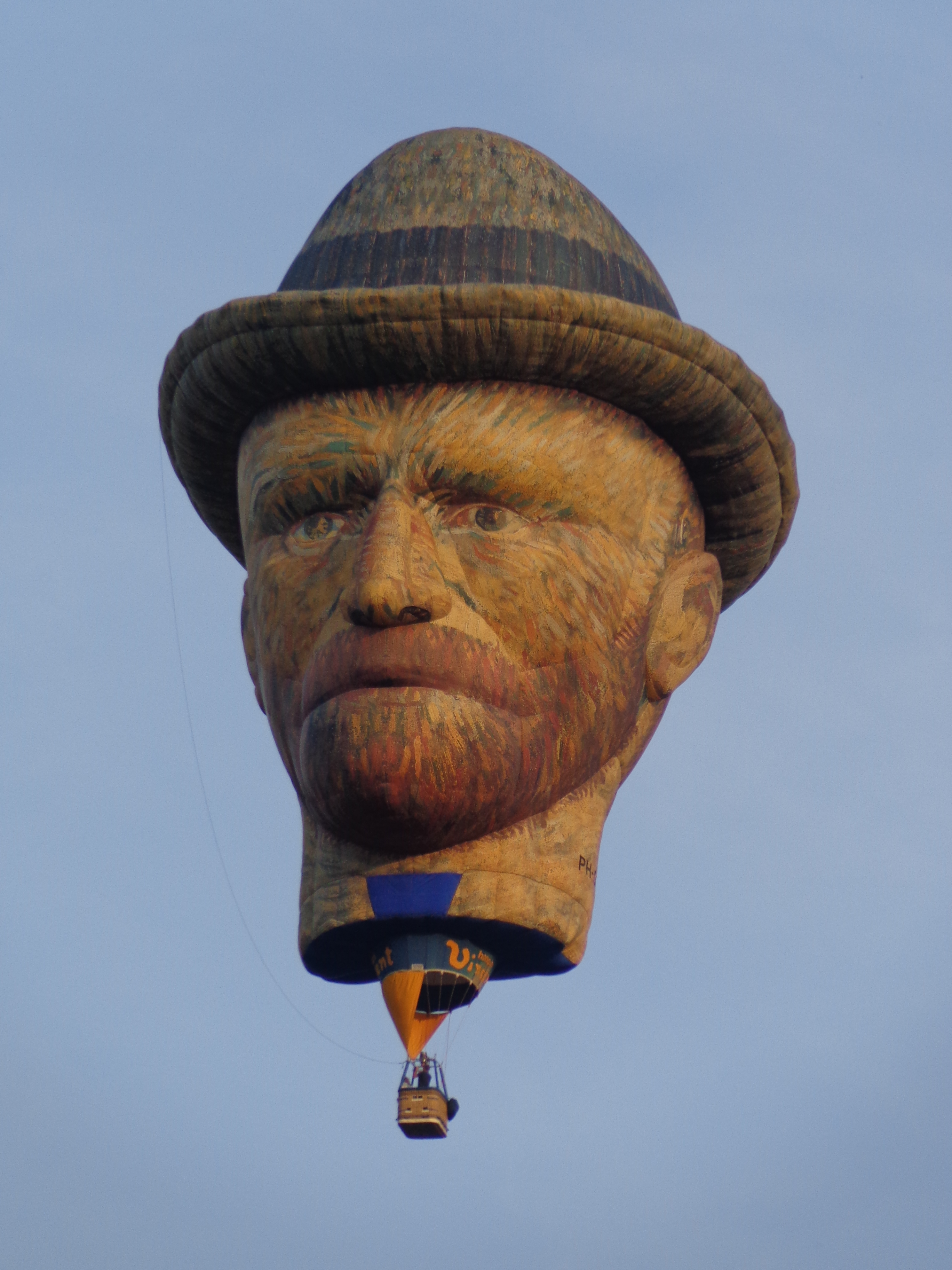
PH-GOG tijdens de Ballonfiësta Barneveld